# Scala Douglas
La scala Douglas determina la condizione dello stato del mare in base all'altezza media delle onde più alte, o Altezza Significativa, definita come la media del terzo di onde più alto. 
Quando si usano le espressioni “mare stato 4” o "mare grado 4" ci si riferisce alla scala di Douglas ed in particolare si indica mare molto mosso con altezza delle onde compresa tra 1.25 e 2.50 mt. È invece imprecisa l'espressione "mare forza 4" che richiama la scala di Beaufort per la forza del vento.

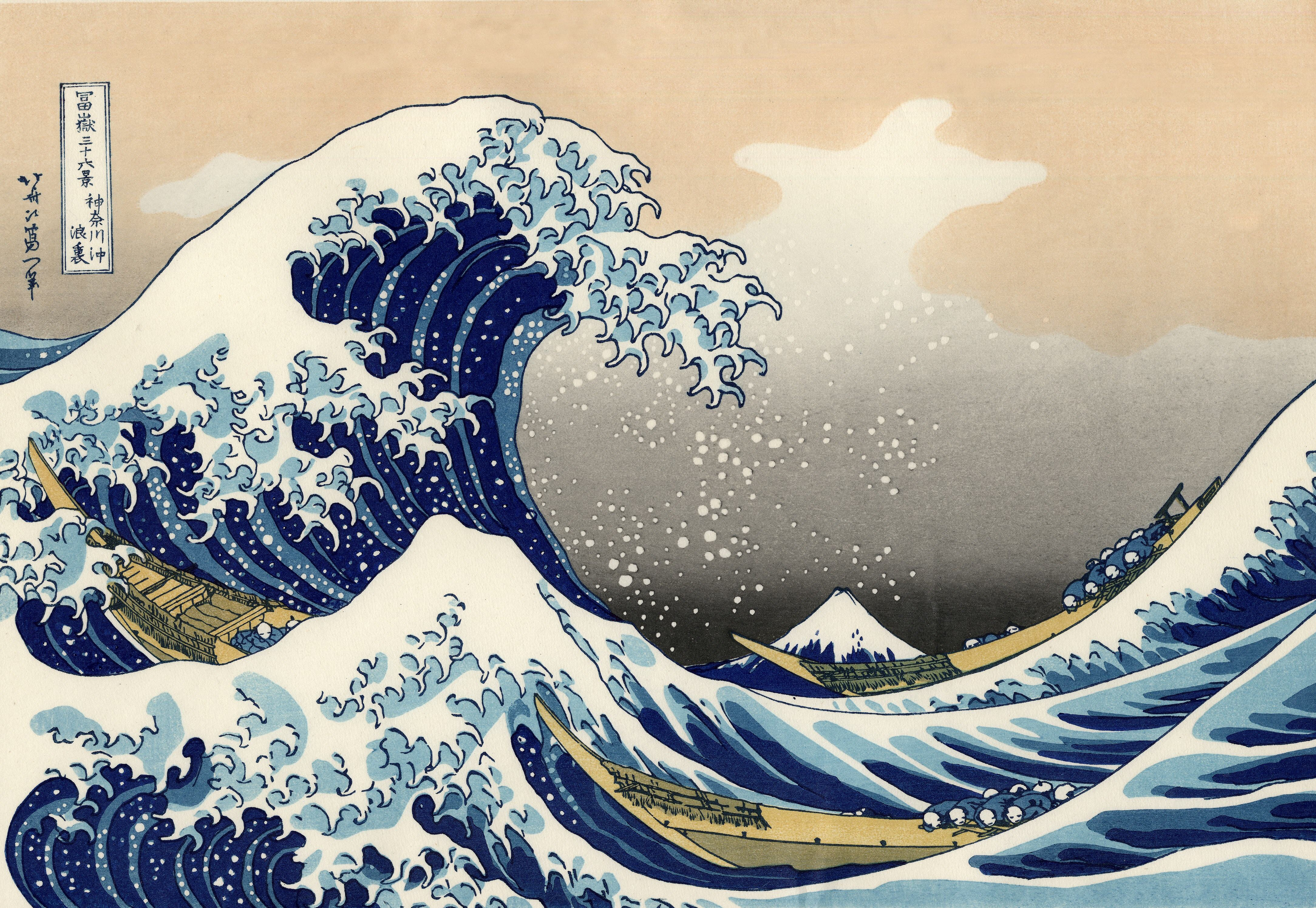
L'onda di uno tsunami dipinta da Hokusai (1823-1829).

## La scala in dettaglio
| Grado | Descrizione   | Altezza onde  |
| ----- | ------------- | ------------- |
| 0     | Calmo         | 0 m           |
| 1     | Quasi calmo   | < 0,10 m      |
| 2     | Poco mosso    | 0,10 - 0,50 m |
| 3     | Mosso         | 0,50 - 1,25 m |
| 4     | Molto mosso   | 1,25 - 2,50 m |
| 5     | Agitato       | 2,50 – 4 m    |
| 6     | Molto agitato | 4 – 6 m       |
| 7     | Grosso        | 6 – 9 m       |
| 8     | Molto grosso  | 9 – 14 m      |
| 9     | Tempestoso    | > 14 m        |